# Joseph Henry Burrows

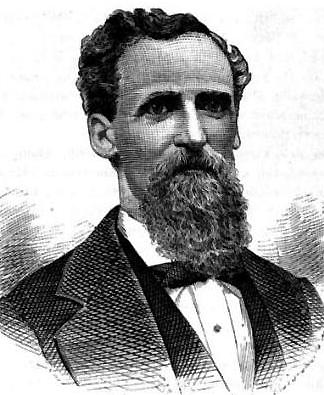
Joseph Henry Burrows

Joseph Henry Burrows (* 15. Mai 1840  in Manchester, Großbritannien; † 28. April 1914 in Cainsville, Missouri) war ein US-amerikanischer Politiker. Zwischen 1881 und 1883 vertrat er den Bundesstaat Missouri im US-Repräsentantenhaus.

## Werdegang
Noch in seiner Jugend kam der gebürtige Engländer Joseph Burrows mit seinen Eltern in die Vereinigten Staaten, wo sich die Familie in Quincy (Illinois) niederließ. Dort und in Keokuk (Iowa) besuchte er die öffentlichen Schulen. In den folgenden Jahren arbeitete er zunächst im Handel und später in der Landwirtschaft. Seit 1862 lebte er in Cainsville (Missouri). Im Jahr 1867 wurde Burrows zum Geistlichen ordiniert. Gleichzeitig begann er eine politische Laufbahn. In den Jahren 1870 bis 1874 sowie nochmals von 1878 bis 1880 saß er als Abgeordneter im Repräsentantenhaus von Missouri. Dabei war er  Mitglied der kurzlebigen Greenback Party.
Bei den Kongresswahlen des Jahres 1880 wurde er im zehnten Wahlbezirk von Missouri in das US-Repräsentantenhaus in Washington, D.C. gewählt, wo er am 4. März 1881 die Nachfolge von Gideon Frank Rothwell antrat. Da er im Jahr 1882 dem Demokraten Martin L. Clardy unterlag, konnte er bis zum 3. März 1883 nur eine Legislaturperioden im Kongress absolvieren. Nach seinem Ausscheiden aus dem US-Repräsentantenhaus arbeitete Burrows wieder in der Landwirtschaft. Außerdem setzte er seine Tätigkeit als Geistlicher fort. Er starb am 28. April 1914 in Cainsville.